# Davao del Norte

Provinsens läge i Filippinerna

Davao del Norte är en provins på ön Mindanao i Filippinerna. Den är belägen i Davaoregionen och har 818 600 invånare (2006) på en yta av 3 463 km². Administrativ huvudort är Tagum.
Provinsen är indelad i 8 kommuner och 3 städer. Större städer är Panabo, Samal och Tagum.